# Les Dix Gladiateurs
Série
Le Triomphe des dix mercenaires
Pour plus de détails, voir Fiche technique et Distribution.
Les Dix Gladiateurs (titre original : I dieci gladiatori)  est un film italien réalisé par Gianfranco Parolini, sorti en Italie en décembre 1963 et en France en aout 1964.

## Synopsis
Rome est dominée par un tyran : Néron. Glaucus Valerius, un jeune patricien qui brille dans toutes les fêtes, est l’âme de la mystérieuse bande d’hommes masqués qui osent défier l’empereur. Roccia et ses gladiateurs s'associent à Glaucus pour remplacer Néron par Galba.

## Fiche technique
- Titre italien : I dieci gladiatori
- Titre français : Les Dix Gladiateurs
- Réalisation : Gianfranco Parolini
- Scénario : Giovanni Simonelli, Sergio Sollima, Gianfranco Parolini
- Adaptation française : Jeanne Vidal
- Dialogues : Randal
- Ingénieur du son : Maurice Laroche
- Maitre d’armes : Pino Mattei
- Musique : Angelo Francesco Lavagnino
- Images : Francesco Izzarelli
- Décors : Giorgio Pastiglione
- Distribution en France : Cosmopolis films et les films Marbeuf
- Montage : Edmondo Lozzi
- Production : Cineproduzioni Associate Rome
- Aspect ratio : 2.35:1
- Genre : péplum
- Durée : 99 minutes
- Dates de sortie : 
  - Italie : 14 décembre 1963
  - France : 12 aout 1964[1]

## Distribution
- Roger Browne (VF : Yves Furet) : Glaucus Valerius
- José Greci (VF : Jeanine Freson) : Lyvia
- Dan Vadis (VF : Claude Bertrand) : Roccia
- Franca Parisi  (VF : Jacqueline Rivière) : Poppée
- Gianni Rizzo  (VF : Roger Rudel) : Néron
- Mirko Ellis  (VF : Gérard Férat) : Galba
- Mimmo Palmara  (VF : Jean-Pierre Duclos) : Tigellin
- Gianfranco Parolini : Livius
- Ugo Sasso  (VF : Emile Duard) : Rezios
- Vassili Karis : Epaphoritos, le favori de Néron
- Salvatore Borgese : Mino
- Arnaldo Fabrizio  (VF : Guy Piérauld) : le serviteur de Glaucus
- Piero Pastore : serviteur de Néron
- Thea Fleming : Elea
- Gaetano Quartararo : serviteur de Galba
- Veriano Ginesi : l'hortateur
- Antonio Corevi : serviteur de Néron
- Giuseppe Marotti  (VF : Richard Francœur) : le prêtre